# Young X-Men
Young X-Men è una serie fumettistica nata successivamente alla conclusione della precedente New X-Men. Pubblicata dalla Marvel Comics, ha visto la luce nel maggio 2008 in America, mentre in Italia è pubblicata sulle pagine della rivista X-Men Deluxe a partire dal n. 166 (gennaio 2009). Creata da Marc Guggenheim (testi) e Yanick Paquette (disegni), la serie racconta le avventure del più giovane gruppo di X-Men partendo dagli avvenimenti narrati in Messiah Complex.

## Biografia del gruppo

### Genesi Finale
Il primo arco narrativo prende il via da una visione della giovane Blindfold: assieme ad altri mutanti reclutati da Ciclope, sta combattendo contro il cyborg Donald Pierce fino a che questi non uccide uno dei membri del gruppo e la ragazza si risveglia urlando. Nella realtà, Ciclope viaggia da un capo all'altro del globo per reclutare mutanti, e così in Germania trova Wolf Cub fermandolo prima che commetta un omicidio; in Afghanistan trova Dust impegnata nella protezione di numerosi villaggi; in California recluta una delle new entry Eric Gitter, mentre in Florida scova Rockslide e Blindfold in un bar. Riunitili, li porta all'interno della Caverna del Pericolo progettata da Prodigy e situata al di sotto dell'ex Xavier Institute dove illustra la prima missione: fermare la nuova Confraternita dei mutanti composta da Sunspot, Cannonball, Magma e Danielle Moonstar. Portato a termine il rapimento di Magma, durante il quale Dust viene cristallizzata dalle fiamme della mutante, Ciclope affida a Rockslide, Wolf Cub ed Ink il compito di fare irruzione all'interno del Club infernale. Nel mentre, alla Caverna del Pericolo un misterioso mutante rivela che dietro le sembianze del capo degli X-Men si celava in cyborg Donald Pierce, che infuriato fugge dal luogo dello scontro per tornare lì dove aveva imprigionato Moonstar e Blindfold, tradita e fatta prigioniera da Ink. Scoperti gli inganni di Pierce, gli Young X-Men uniscono le forze con coloro che avrebbero dovuto catturare e si inoltrano nei tunnel dei Morlocks, dove suppongono si nasconda il nemico. Trovatolo ed ingaggiato lo scontro, come di consueto Wolf Cub si getta per primo nella mischia, facendo avverare la profezia di Blindfold, che aveva visto proprio la sua morte. Infuriato, Rockslide cede alle suppliche finali di Nicholas e decide di non uccidere Pierce, perché non è così che gli X-Men si comportano.

### Rivelazioni
Dopo la morte di Wolf Cub, Ciclope chiede a Moonstar e Sunspot di guidare ed addestrare gli Young X-Men per impedire altre morti. Blindfold decide di lasciare il team a causa della sua scarsa utilità sul campo di battaglia, ma promette di mantenere i contatti ed al suo posto Moonstar recluta Anole. Dopo accurate analisi Bestia ed Emma Frost giungono alla conclusione che Ink non è un mutante e che le sue abilità gli sono state conferite dai tatuaggi che sfoggia. Venutone a conoscenza, questo decide di abbandonare il team che nel frattempo era andato in missione per fermare gli Y-Men, umani dotati di poteri derivati anch'essi da tatuaggi. Durante una rissa fra Ink e alcuni membri della Setta Infernale fa la sua comparsa Cipher, una mutante in grado di occultare la propria presenza e membro degli X-Men. I due si dirigono quindi dal responsabile di tutti quei problemi, il mutante Leon Nuñez (alias Tatuatore), che dopo essere stato costretto a tatuare su Ink qualche nuovo simbolo cade in coma. Sconfitti gli Y-Men, al ritorno alla base vengono svelate le origini di Cipher e le condizioni critiche in cui versa Dust che le garantiscono solo una settimana di vita.

### Fine dei giorni
Aiutato Pierce a fuggire, Dust viene fermata dagli X-Men che si scagliano contro il cyborg per evitarne la fuga. Durante il combattimento, la malattia di Sooraya degenera ad un punto tale da ucciderla; ripreso Pierce gli X-Men organizzano il funerale che tuttavia non viene celebrato grazie all'intervento di Ink che utilizza il tatuaggio di Fenice per riportarla in vita, rimanendo come conseguenza in stato vegetativo. Decisi a non abbandonare la causa, gli Young X-Men riprendono la lotta al crimine scontrandosi con i Neo riapparsi a S.F.

## Contributi

### Sceneggiatori
- Marc Guggenheim - Young X-Men 1–12

### Disegnatori
- Yanick Paquette - Young X-Men 1–5
- Ben Oliver - Young X-Men 6–7, 10
- Rafa Sandoval - Young X-Men 8–9, 11–12

## Cast
| Numeri | Personaggi                                                         |
| ------ | ------------------------------------------------------------------ |
| 1–4    | Blindfold, Dust, Ink, Rockslide, Wolf Cub                          |
| 5      | Blindfold, Dust, Graymalkin, Ink, Rockslide, Wolf Cub              |
| 6–8    | Anole, Moonstar, Dust, Graymalkin, Ink, Rockslide, Sunspot         |
| 9–12   | Anole, Cipher, Moonstar, Dust, Graymalkin, Ink, Rockslide, Sunspot |